# Estreito de Nemuro

O estreito de Kunashirsky  (em russo:  Кунаширский пролив) ou estreito de Nemuro (em japonês:  根室海峡, Nemuro Kaikyō), ou ainda estreito de Notsuke  é um estreito que separa a ilha Kunashir, nas Ilhas Curilas, Rússia (reclamadas pelo Japão) da península Shiretoko, na ilha Hokkaidō, Japão. Apresenta 74 quilômetros de comprimento e cerca de 43 quilômetros de largura no norte e 24 quilômetros de largura no sul. Sua profundidade é variável, são 2 500 metros no norte e aproximadamente 17-20 metros no sul. O estreito durante o inverno congela.